# Cut Paloh
Cut Paloh is een bestuurslaag in het regentschap Pidie van de provincie Atjeh, Indonesië. Cut Paloh telt 242 inwoners (volkstelling 2010).